# Distribuzione singolare
In teoria della probabilità, una distribuzione singolare (o continua singolare) è una distribuzione di probabilità molto particolare, che è raro incontrare negli studi pratici, in quanto ha un comportamento abbastanza "patologico".

Essa è descritta formalmente da una funzione di ripartizione continua, ma a derivata nulla quasi ovunque. In pratica, una variabile casuale singolare assume valori solo in insiemi di misura nulla, ma in modo continuo. Di conseguenza, una distribuzione singolare non è né continua, in quanto la sua funzione di ripartizione non è assolutamente continua, né discreta, in quanto il suo supporto ha la potenza del continuo.
Un esempio tipico di distribuzione di questo tipo è la distribuzione di Cantor, che ha come funzione di ripartizione la funzione di Cantor, che appunto soddisfa queste condizioni.
Nonostante sia di raro utilizzo, ha comunque un ruolo nella completa descrizione della famiglia delle distribuzioni di probabilità: infatti vale un teorema che afferma che ogni funzione di ripartizione di una distribuzione di probabilità può essere descritta dalla combinazione convessa di una funzione di ripartizione assolutamente continua, una discreta e una singolare.
Tali distribuzioni vengono chiamate anche continue singolari per evidenziare che la loro funzione di ripartizione è continua. Il nome singolare potrebbe infatti confondersi con il significato di degenere (vedi distribuzione degenere).